# Епархия Коацакоалькоса
Епархия Коацакоалькоса (лат. Dioecesis Coatzacoalsensis) — епархия Римско-католической церкви с центром в городе Коацакоалькос, Мексика. Епархия Коацакоалькоса входит в митрополию Халапы. Кафедральным собором епархии является церковь святого Иосифа.

## История
14 марта 1962 года Римский папа Иоанн Павел II издал буллу Plane conscii, которой учредил епархию Коацакоалькоса, выделив её из Епархия Сан-Андрес-Тустлы.

## Ординарии епархии
- епископ Carlos Talavera Ramírez (1984 – 2002);
- епископ Rutilo Muñoz Zamora (2002 – по настоящее время).

## Источник
- Annuario Pontificio, Libreria Editrice Vaticana, Città del Vaticano, 2003, ISBN 88-209-7422-3
- Булла Plane conscii  (лат.)